# Dreifaltigkeitskirche (Bern)

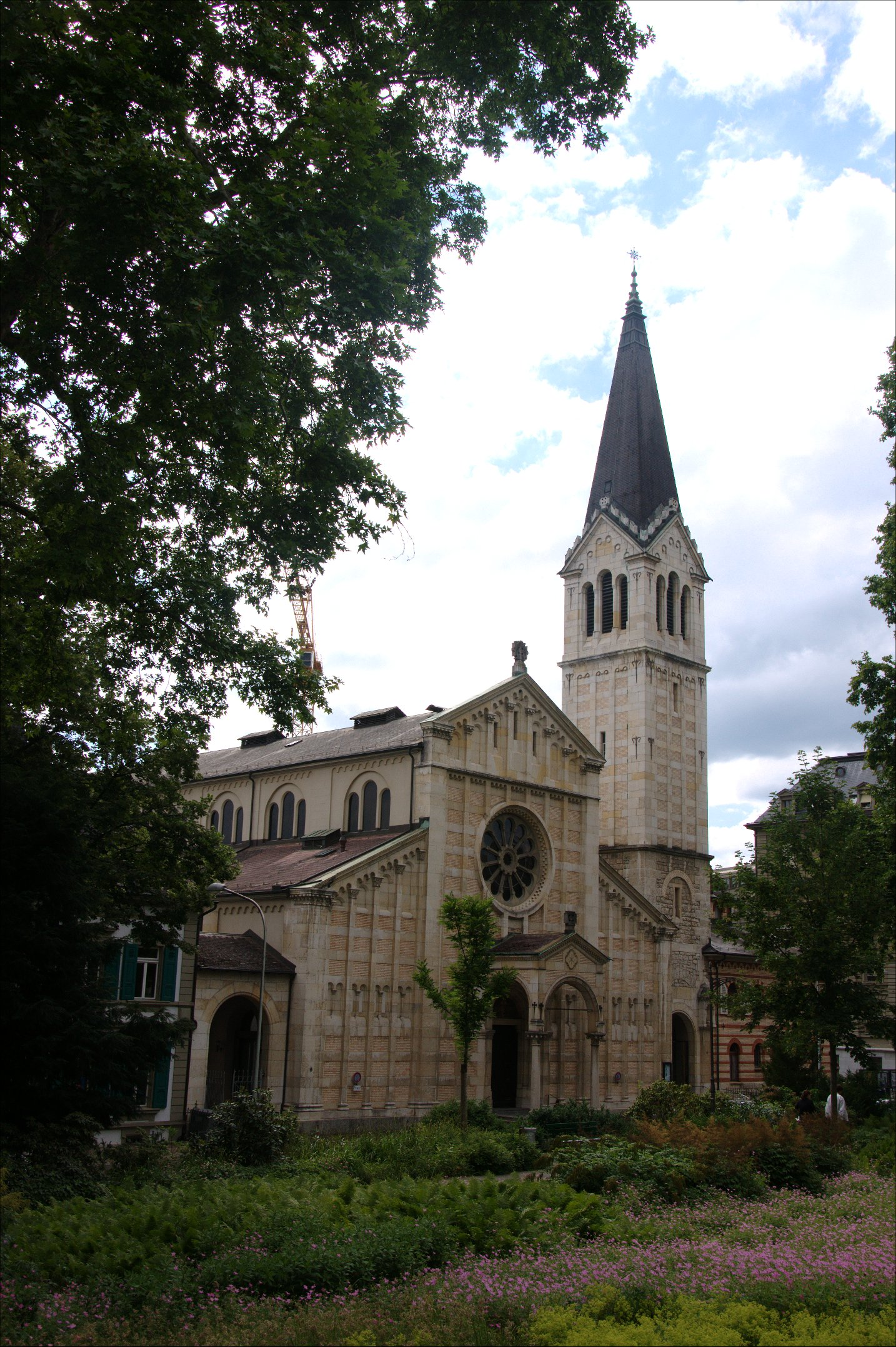
Dreifaltigkeitskirche

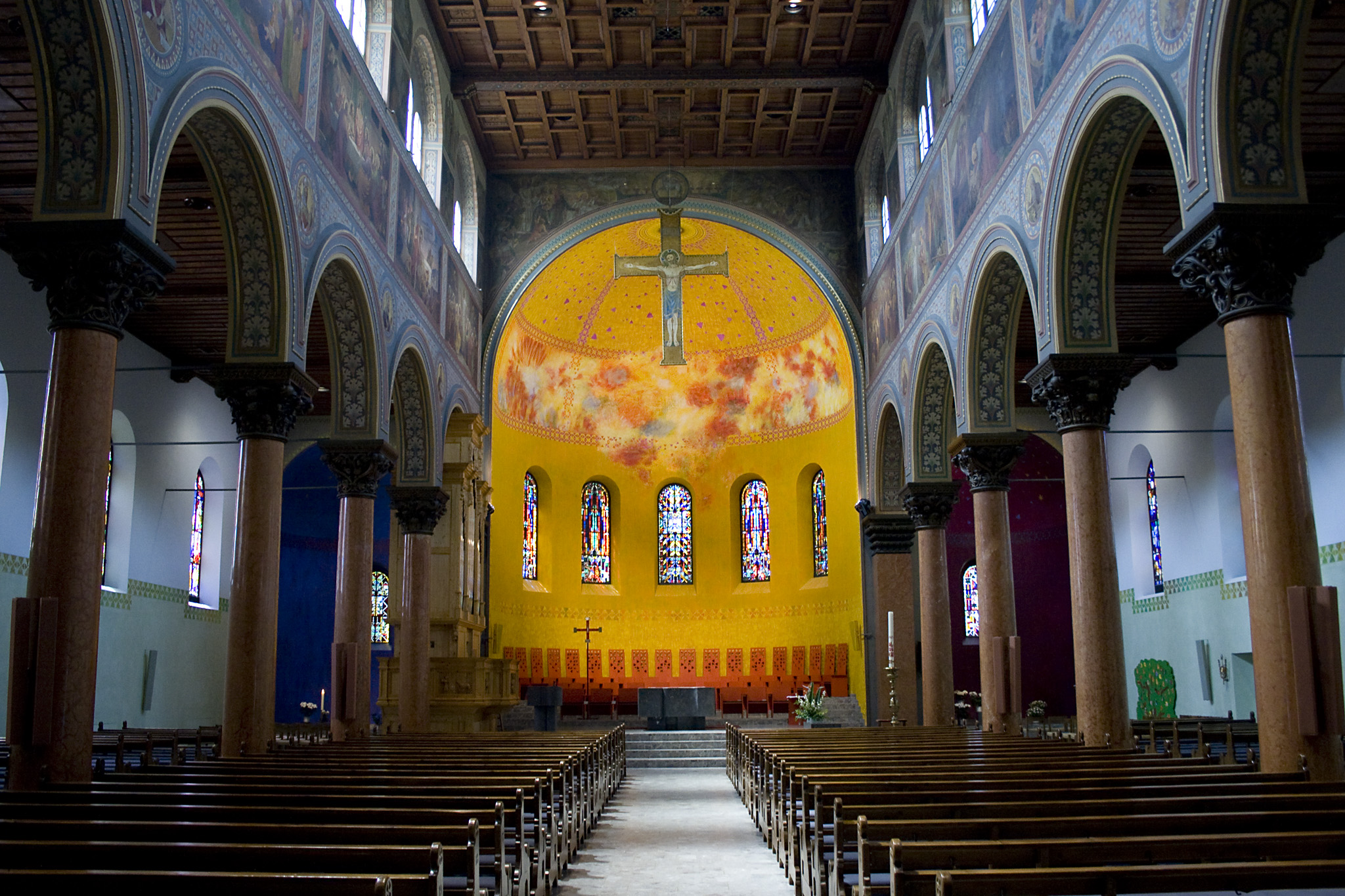
Blick durch den Innenraum

Innenansicht 1900

Die Dreifaltigkeitskirche Bern ist eine römisch-katholische Basilika an der Taubenstrasse 6 in Bern. Die Dreifaltigkeitskirche wurde 1896 bis 1899 auf Initiative des 1876 bis 1906 in Bern als katholischer Stadtpfarrer und danach als Bischof im Bistum Basel tätigen Theologen und Kunsthistorikers Jakob Stammler erbaut. Sie wurde wegen ihrer Bedeutung als «hervorragendem Ort der Gottesverehrung und Frömmigkeit...», des Baustils sowie ihrer Ausstattung am 6. April 1956 im Auftrag von Papst Pius XII. zur Basilika minor ernannt.

## Vorgeschichte
Nachdem 1528 nach der Berner Disputation alle Kirchen des alten Kantonsteils reformiert wurden und die Ausübung katholischer Gottesdienste verboten war (wie übrigens umgekehrt auch in katholischen Orten), gab es offiziell im Bernbiet keine Katholiken mehr. Die wenigen zugewanderten Handwerker und Bediensteten aus den altgläubigen Gebieten mussten heimlich zur Messe in Nachbarkantone gehen. Die nächstgelegene Möglichkeit von Bern her, war die 1602 geweihte Beatuskirche in Sensebrücke. Mit dem Einmarsch der französischen Truppen Napoleons 1798 entstand die Helvetische Republik und damit das Recht auf freie Niederlassung und Religionsausübung. In der Folge fand an Ostern 1798 die erste Heilige Messe für durchziehende Soldaten in der Kapelle des Burgerspitals statt. Als die Helvetische Regierung wegen der Bedrohung durch österreichische und russische Truppen ihren Sitz von Luzern nach Bern verlegte, verlangten die katholischen Abgeordneten einen Raum für die Ausübung ihres Kults. Dafür wurde ihnen der damals noch durch den steinernen Lettner abgetrennte Chor des Berner Münsters zugewiesen. Als erster Pfarrer wirkte bis 1803 der Freiburger Franziskanerpater Grégoire Girard, der durch seine ökumenische Einstellung viel zum Wiedererwachen und Weiterbestehen des Katholizismus in Bern beitrug.
Nach dem Ende der Helvetik endete auch die religiöse Freiheit. Im Kanton Bern war einzig das reformierte Bekenntnis gestattet. Die Berner reformierte Gemeinde gestattete darauf den wenigen Katholiken die Mitbenutzung einer Hälfte der Französischen Kirche. Bis 1848 mit der Einführung der neuen Bundesverfassung war der katholische Kultus unter strenger Aufsicht des protestantischen Kirchenrats mit Auflagen geduldet. Danach wurde die freie Religionsausübung in der ganzen Schweiz und damit auch in Bern garantiert. Allerdings ohne eigene Kirchgemeinde wie es dem seit 1815 dem Kanton Bern angeschlossenen Juragebiet zugestanden war. In Bern blieb die Pfarrei rechtlich als private Genossenschaft bestehen. 1832 wurde Anton Baud (1805–1867) zum Pfarrer ernannt. Während seiner Amtszeit um 1850 wuchs die Zahl der Katholiken auf zirka 1500 an. Die Situation in der Französischen Kirche war unbefriedigend und es entstand das Bedürfnis nach einer eigenen Kirche. Auf das Baugesuch der Kirchenältesten vom 22. März 1852 erfolgte nach eineinhalb Jahren die Erlaubnis der Regierung zum Bau einer Kirche «zum ausschliesslichen Gebrauch» der «katholischen Einwohnerschaft der Stadt Bern».
Neben dem Berner Rathaus wurde nach sechsjähriger Bauzeit die Kirche St. Peter und Paul am 13. November 1864 eingesegnet. Gleichzeitig wurde der Anschluss des vorher zum Bistum Lausanne gehörenden alten Kantonsteils ans Bistum Basel gefeiert. Die gesamte Bausumme von über 650'000 Franken wurde durch Beiträge von Papst Pius IX., der Bundesversammlung, der Einwohner- und Burgergemeinde, paritätischen Kantonen und diversen ausländischen Regierungen, sowie privaten Spendern aufgebracht. Nach Pfarrer Bauds Tod übernahm 1866 der Freiburger Stephan Perroulaz die Pfarrei. Im Zug des Kulturkampfes wurde 1875 die Kirche Peter und Paul den Christkatholiken übergeben.
Pfarrer Perroulaz durfte mit den verbliebenen romtreuen Katholiken nach dem Verlust ihrer Kirche mit Genehmigung der reformierten Münsterkirchgemeinde vorübergehend wieder die Französischen Kirche mitbenutzen. Eine Privatperson stellte der neugegründeten römisch-katholischen Genossenschaft nach dem Kauf des «Gasthauses zur Krone» an der Gerechtigkeitsgasse Räume gegen eine Miete von jährlich 1800 Franken zur Verfügung, wo sie eine Notkapelle einrichten konnten. Pfarrer Stephan Perroulaz verliess 1876 krank und geschwächt die Stadt Bern und verstarb zwei Jahre später in Freiburg. Sein Nachfolger Pfarrer Jakob Stammler vergrösserte mit dem Einbezug des Lichthofs der «Krone» die Kapelle mit Platz für etwa 200 Personen. Dieses Provisorium blieb für 25 Jahre bis zum Ende des Jahrhunderts und dem Bau der neuen Dreifaltigkeitskirche bestehen. Als die bisherigen Besitzer 1895 die «Krone» verkauften, wurden die Räumlichkeiten kurzfristig gekündigt. Für zwei Jahre konnte das ehemalige historische Museum, das später abgerissen wurde, gemietet und darin eine Kapelle eingerichtet werden.

## Baugeschichte
Das neue Obligationenrecht von 1881 gab der Römisch katholischen Genossenschaft die Möglichkeit, selbst Immobilien zu erwerben. Am 5. August 1883 wurde die «Römisch -katholische Gemeinde in Bern» als juristische Person ins Handelsregister eingetragen. Das Grundstück für die zukünftige Kirche an der Taubenstrasse mit 2473 m2 wurde 1889 zu günstigen Konditionen erworben. Der Kirchenbaufonds wuchs dank der Initiative von Pfarrer Stammler an, mit grösseren Spenden von mehreren katholischen Kantonen, Schweizer Klöstern, der Inländischen Mission, der Grande Chartreuse, dem Kaiser von Österreich und auch einer von Frauen veranstalteten Gabenlotterie mit 45'000 Franken Erlös. Aus dem Wettbewerb, welcher den Neubau von Kirche mit Unterbau, Turm, Pfarrhaus und Sigristenwohnung umfasste, wählte man den Entwurf des Luzerner Architekten Heinrich Viktor von Segesser, der dann unter Mitarbeit des Berner Architekten Henry Berthold von Fischer auch den Bau plante und ausführte. Am 29. März 1896 genehmigte die Gemeindeversammlung die Pläne und das Baugesuch vom 14. April 1896 wurde am folgenden 19. Juli von der Städtischen Baubehörde bewilligt. Segessers verwirklichter Entwurf des Kirchenbaus ist dem Stil der lombardischen Romanik nach empfunden. Die Hauptfassade ist inspiriert von der Kirche San Zeno Maggiore in Verona.
Zum Baubeginn Ende Juli 1896 mussten die Aufträge vergeben werden. Mehrere Berner Firmen wurden massgeblich beteiligt, so Baumeister, Zimmermann, Dachdecker und Spengler, und Ausführende der Verputz- und Malerarbeit, sowie der Kirchenfenster. Für spezialisierte Erfordernisse wurden auch auswärtige Firmen beauftragt. Aufgrund des Kulturkampfes verweigerten die Berner Steinbrüche der römisch-katholischen Gemeinde die Lieferung von Sandstein. Deshalb bezog man Granit aus Wassen und Gneis aus dem Kanton Tessin für die Grundmauern und das gelbe Juragestein aus Saint-Imier und Laufen, welches abwechselnd mit gelben und roten Backsteinen die Fassadenstruktur bildet.
Das Pfarrhaus und die Sigristenwohnung wurden im Mai 1898 bezogen. Zu diesem Zeitpunkt war die Kapelle (Krypta) fertig und am Jahresende auch die Kirche vollendet. Am 4. Dezember 1898 segnete der Pfarrer die Kirche ein und am 18. Juni 1899, am Dreifaltigkeitssonntag, weihte Leonhard Haas der Bischof von Basel und Lugano, die neue Kirche der Heiligen Dreifaltigkeit.

## Äusseres
Die Kirche erinnert durch ihre Baustruktur an frühchristliche und romanische Architektur. An das überhöhte Mittelschiff mit seinem Satteldach schliessen die beiden Seitenschiffe mit Pultdächern an. Mit drei Apsiden an der Chorseite schliesst die südwestliche Giebelwand ab. Die Hauptfassade an der Nordostseite entspricht mit ihren drei Bereichen der basilikalen Einteilung des Innenraums. Breite Pilastern an den Ecken und schmälere Blendpfeilern, die am First in Bogenfriesen enden, gliedern die Fassade in Felder. Über dem Portalvorbau dominiert das grosse Radfenster mit zwölf Speichen und einem runden Mittelfeld. Das Kreuzgratgewölbe des Portalvorbaus ruht auf Jurakalksteinsäulen. Über dem Hauptportal befindet sich das Wappen der Kirche als Zeichen ihrer Erhebung zur Basilika Minor. Das Hauptportal ist normalerweise geschlossen, die Besucher betreten über die Seiteneingänge die Kirche.

## Innenraum und Ausstattung
Der weite Raum der Basilika, mit 43 m Länge und 23 m Breite, erzeugt mit seiner farbigen Gestaltung durch die Wandbilder und besonders durch die neue Apsidenbemalung eine feierliche Ruhe. Zehn monolithische Säulen und vier plattenverkleidete Pilaster aus rotem Knollenkalk von Verona (Rosso Verona) mit Kapitellen aus galvanischem Bronzeguss, mit Arkadenbögen verbunden, stützen die Hochschiffwand mit ihren Drillingsfenstern im Obergaden. Das Mittelschiff weist eine hölzerne, verzierte Kassettendecke auf. Die Seitenschiffe besitzen flache Holzdecken. Auf den beiden Hochschiffwänden und zwischen den Obergadenfenstern befinden sich grosse Wandbilder. Die mit zwei Wendeltreppen 1973 erschlossene Empore mit der Hauptorgel wird von zwei Säulen aus Laufener Kalkstein getragen. Das Mittelschiff und die Seitenschiffe enden zur Chorseite jeweils in einer Apsis.

## Ausstattung bis 1972
Die ursprünglichen Altäre in der Kirche in Marmor mit Verzierungen aus vergoldeter Bronze und Email lieferte das Traditionshaus Armand-Calliat aus Lyon, die Kanzel auf vier Marmorsäulen die Firma Schmidt & Schmidweber Dietikon (genannt Marmori) und die drei Altäre der Krypta in Brescia-Marmor kamen vom Bildhauer Ermenogildo De Giorgi Peverada (1866–1900) aus Loco TI. Die Wandverkleidungen mit zweifarbigen Marmorpaneelen im Chorbereich, sowie die Brüstung, die gleichzeitig Chorschranke und Kommunionbank war, wurden später zugefügt.
Das Bildprogramm war nach den Vorstellungen von Pfarrer Stammler im Sil der Nazarener entwickelt worden. 1903 malte Alois Balmer (1866–1933) in der Kuppel der Mittelschiffapsis eine Darstellung der thronenden Dreifaltigkeit, begleitet von Maria und Johannes dem Täufer, dazu rechts den Heiligen Beatus, Ursus und den Stadtheiligen Vinzenz von Saragossa. Linksseitig dazu die heiligen Cäcilia, Katharina von Alexandrien und die Bistumspatronin Verena. Beim Umbau 1972–1973 wurde das Fresko durch weissen Verputz ersetzt. Die unverändert erhaltenen Gemälde der Mittelschiffwände malte 1906–1913 Franz Vettiger (1846–1919) aus Uznach und nach dessen Tod vollendete 1921–1922 August Müller-Warth (1846–1943) aus Warth TG die Ausmalung des Mittelschiffs.

## Umgestaltung ab 1972
1972–1973, nach dem Konzil von 1962–1965 wurde die Kirche den neuen Regeln folgend baulich angepasst. Der Hochaltar mit den Seitenaltären, die Kanzel und die Chorschranke wurden ausgebaut. Zusätzlich wurde versucht mit der Entfernung der Malerei und der Marmorverkleidungen in den Apsiden und den Seitenschiffen diese zu «befreien um die Farbfenster wieder in ihrer ganzen Schönheit sichtbar werden zu lassen». Altar, Ambo und die Priestersitze wurden in den Bereich der ersten Säulen vorgerückt. Im leeren Chorraum war nun Platz für eine kleine Orgel und den Kirchenchor.

### Wandbilder
Das Jüngste Gericht über dem Chorbogen stellt die Trennung der Seligen von den Verdammten dar. Zwischen den Zwickeln der Rundbogenfenster am linken Hochschiff sind die sieben Sakramente in Rundbildern thematisiert, In den gleichen Bildern rechts sind es die sieben Schöpfungstage. Die Bilder zwischen den Fenstern stellen vierzehn Szenen aus dem Alten Testament dar und zwölf grossflächige Bilder an den beiden Wänden unter den Fenstern zeigen Szenen aus dem Leben Jesu. In weiteren zehn Rundbildern in den Feldern über den Säulen sind Kirchenväter und -Lehrer dargestellt. Die gemalten Ornamentbänder wurden bei der letzten gossen Umgestaltung restauriert.

### Umgestaltung 2003–2004, Chor und Apsiden
An den Seitenschiffwänden waren die ursprünglichen Dekorationen 1972 entfernt worden, gleichzeitig mit der neuen Chorbemalung brachte der Luzerner Künstler Jörg Niederberger die Sockelpartie und die Ornamente in Einklang zum Bestehenden und dem Neuen. Die Mittelapsis in leuchtenden Gelb- und Rottönen gehalten, bezieht sich ungegenständlich auf die ursprüngliche Darstellung Gottes im Fresko Alois Balmers, indem rote und blaue Wolken die dreiteilig wohlgeordnete Struktur der Bänder und Friese auflösen und durchbrechen. Die Ornamente sind mit einem dreieckigen Stempelmotiv in verschiedenen Varianten ausgeführt. Das Dreieckmotiv wiederholt sich in den hohen Rückenlehnen des neuen Chorgestühls, das aus rotgefärbten Holzplatten konstruiert, im Halbrund des Chors installiert ist. Neben dem Altarblock und dem Ambo, die bereits 1973 vom Bildhauer Georg Malin geschaffen wurden, gestaltete Malin aus den nicht mehr gebrauchten Priestersitzen 2008 einen Taufstein. Die linke Apsis ist als Marienkapelle mit blauem Hintergrund und Sternenhimmel bemalt. Davor steht eine Madonnenstatue von Albert Wider (1910–1985) von 1954. Die Sakramentsapsis rechts ist in rötlich-violetter Farbe gehalten und hat ebenfalls Sterne wie in der ursprünglichen Fassung. Der vergoldete Bronzetabernakel stammt ebenfalls von Georg Malin.
Zur weiteren Ausstattung gehören im Eingangsbereich eine Pietà, am linken Pfeiler die Figur des heiligen Bruder Klaus und rechts des heiligen Antonius. Zum Gedenken an Jakob Stammler, dem ehemaligen Pfarrer und späteren Bischof, sowie Bauherrn der Basilika, gestaltete August Weckbecker aus München ein Epitaph, der noch zu Stammlers Lebzeiten an der Seite des rechten Pfeilers angebracht wurde. Am linken Pfeiler hängt die päpstliche Urkunde zur Basilikaernennung. Zwei runde Weihwasserbecken auf gedrehten Säulen in rotem Brekzienmarmor von Arzo und zwei einfachere in hellem Kalkstein stehen an den Säulen unter der Empore.

### Glasmalerei
Die Glasmalereien in den Rundfenstern der Seitenschiffe fertigte Carl Reich, Bern, nach Entwürfen von Albin Schweri. Sie zeigen Heilige und deren Vita, links beginnend mit Karl Borromäus, Niklaus von Flüe, Ida und Verena, Beatus, Apostel Petrus und Paulus und Maria. Das Fenster über der Sakristeitüre im rechten Seitenschiff von Emil Reich stellt die Dreifaltigkeit in abstrakten Formen dar. Es folgt der Stadtheilige Vinzenz von Saragossa, Urs und Viktor, Fridolin und Ulrich, Meinrad und Gallus und im Halbfenster Petrus Canisius. Für das Radfenster hinter der Orgel entwarf und fertigte Franz Reich, Bern, die Verglasung. Die Fenster in den Apsiden wurden 1936 Leo Steck entworfen und von Louis Halter, Bern, ausgeführt.

## Krypta

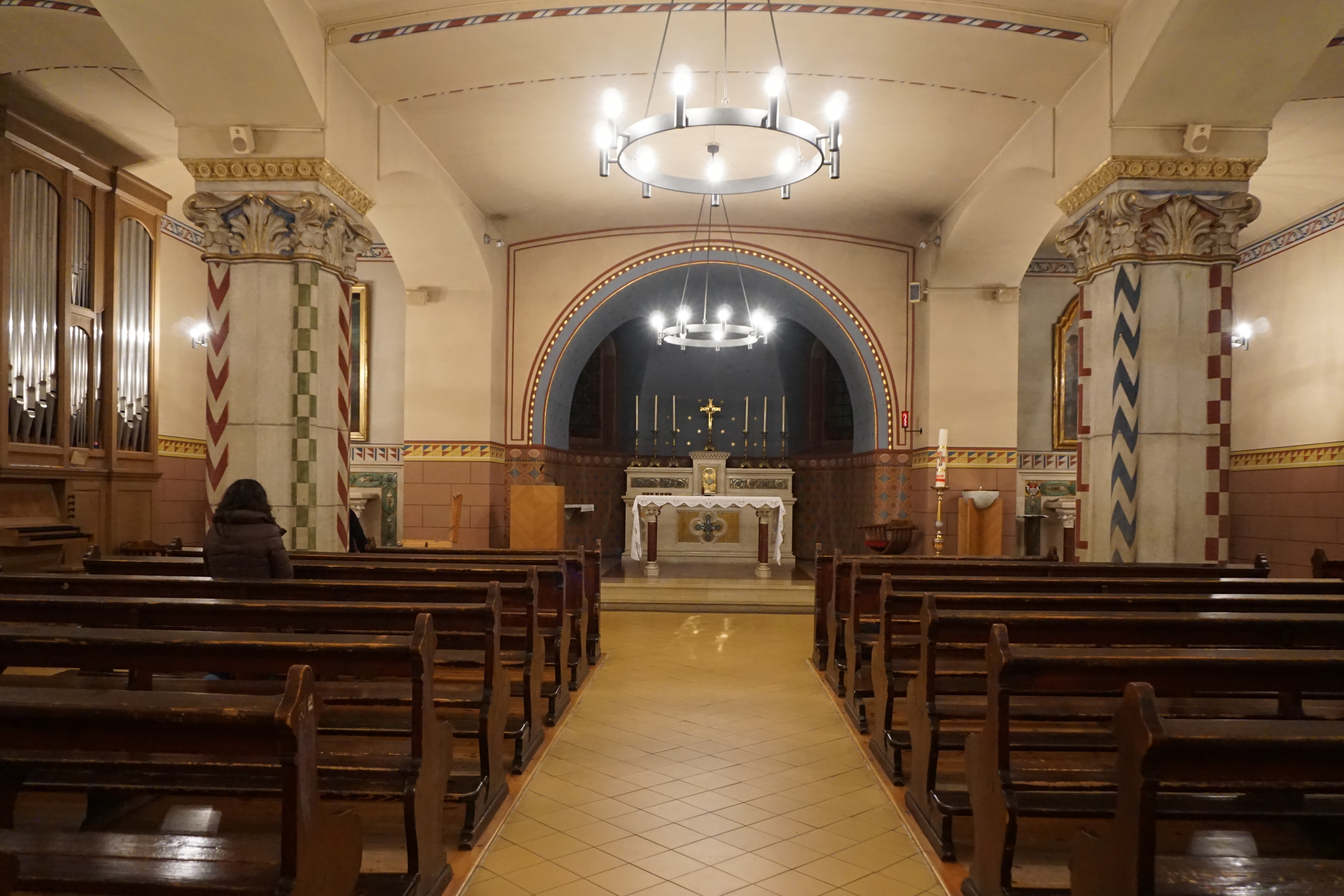
Krypta der Dreifaltigkeitskirche

Der Raum wird durch vier Pfeiler mit verbindenden flachen Gurtbögen in drei Schiffe geteilt. Der leicht eingezogene Chor erhält durch zwei Fenster Tageslicht. Die ursprünglichen Altäre blieben leicht angepasst nach der Renovation von 1987 erhalten. Die farblose Situation nach der «Purisierung» von 1972 wurde mit der neuen Wandbemalung korrigiert. Die Kirchenbänke von 1875 stammen aus der Notkapelle in der «Krone», mit ihnen wurde die Krypta noch vor der Fertigstellung der oberen Hauptkirche eingerichtet. 1987 wurde auch die Orgel eingebaut. Im Kryptahof steht seit 2016 eine Kunstinstallation von Susanne Krell mit der Bezeichnung Baldachin im Verborgenen.

## Orgeln

### Hauptorgel

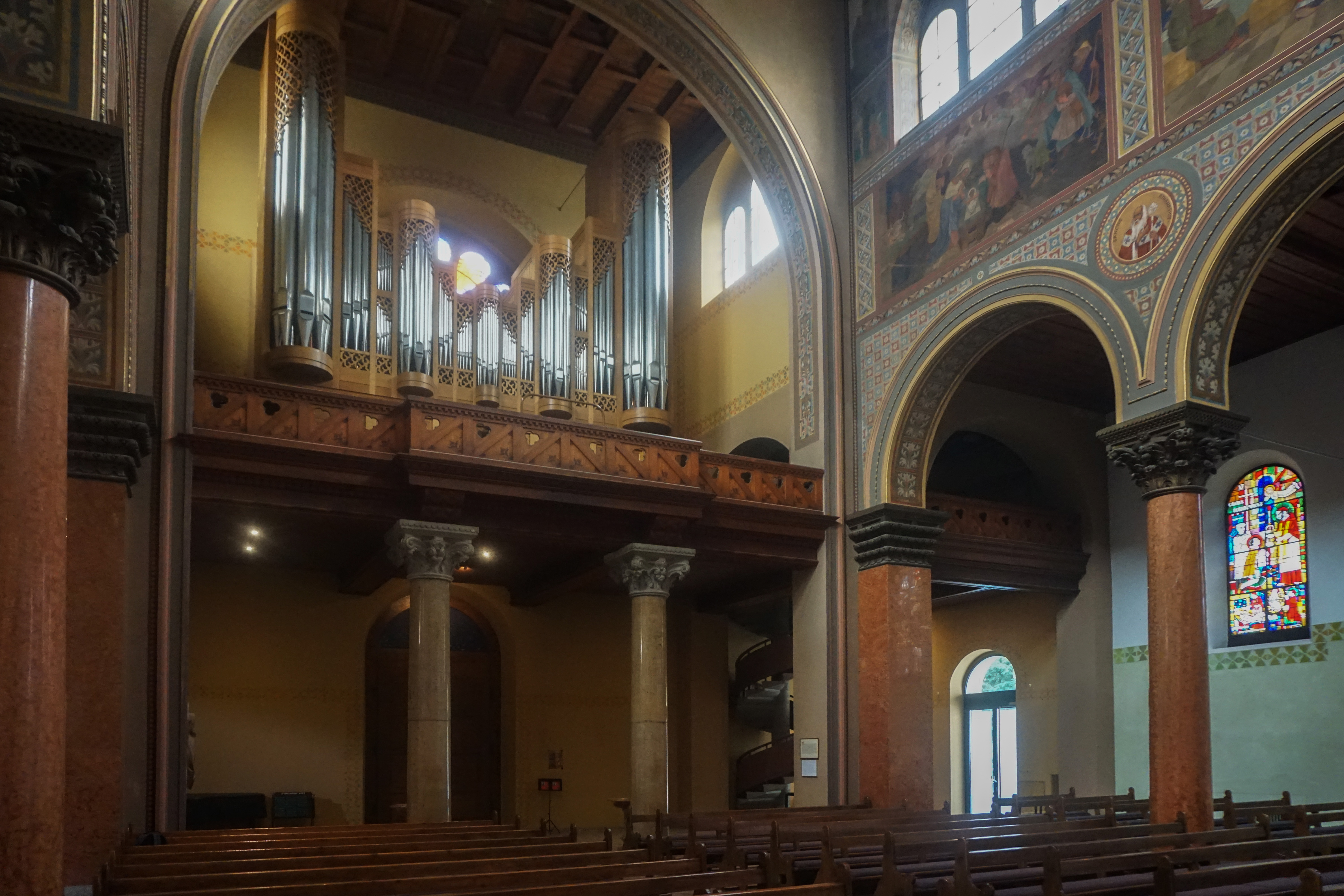
Orgelempore

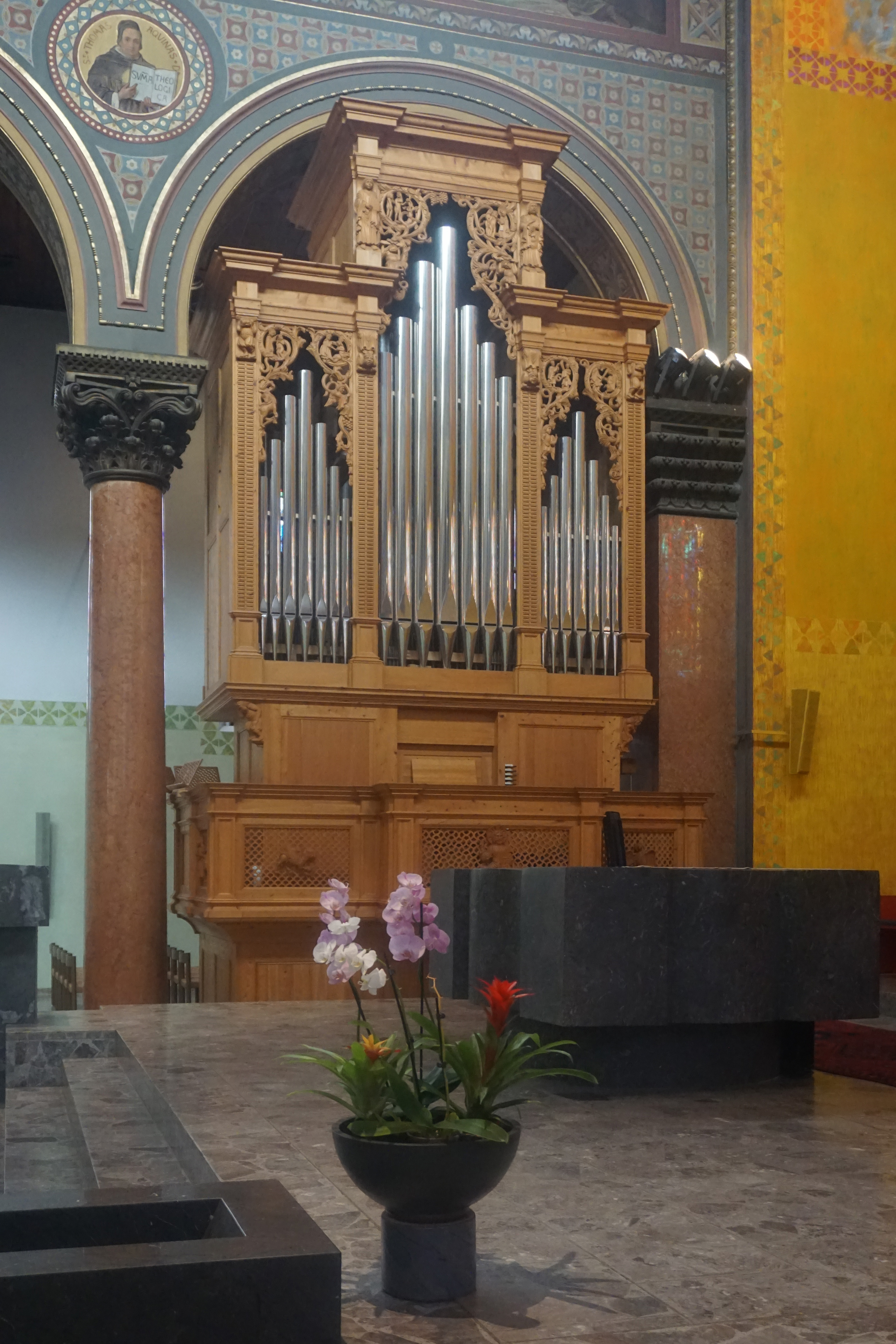
Chororgel

Mit einer besonderen Ausschreibung finanziert, erhielt die neue Kirche 1899 eine pneumatische Membranladenorgel durch Orgelbau Kuhn, Männedorf, mit 26 Registern auf zwei Manualen und Pedal. 1926 wurde das Instrument durch eine pneumatische Taschenladenorgel mit 38 Registern auf drei Manualen und Pedal ersetzt. Die 1980 fertiggestellte Mathis-Orgel der Dreifaltigkeitskirche besitzt 41 klingende Register auf 3 Manualen und Pedal. 2018 wurde das Instrument renoviert und mit einer Setzeranlage ausgestattet.
| I Hauptwerk C–g3 |       |
| Bourdon          | 16′   |
| Principal        | 8′    |
| Flauto           | 8′    |
| Gemshorn         | 8′    |
| Octave           | 4′    |
| Spitzflöte       | 4′    |
| Octave           | 2′    |
| Mixtur III-IV    | 1 ⁄3′ |
| Cymbel II-III    | 2⁄3′  |
| Cornet           | 8′    |
| Fagott           | 16′   |
| Trompete         | 8′    |

| II Schwellwerk C–g3 |        |
| Rohrgedackt         | 8′     |
| Gambe               | 8′     |
| Voix céleste        | 8′     |
| Principal           | 4′     |
| Traversflöte        | 4′     |
| Nasard              | 2 ⁄3′  |
| Nachthorn           | 2′     |
| Terz                | 1 3⁄5′ |
| Mixtur IV           | 2′     |
| Trompette harm.     | 8′     |
| Oboe                | 8′     |
|                     |        |
| Tremulant           |        |

| III Positiv C–g3 |       |
| Gedackt          | 8′    |
| Praestant        | 4′    |
| Rohrflöte        | 4′    |
| Octave           | 2′    |
| Larigot          | 1 ⁄3′ |
| Sesquialter II   |       |
| Scharf III-IV    | 1′    |
| Krummhorn        | 8′    |
|                  |       |
| Tremulant        |       |

| Pedal C–f1    |       |
| Untersatz     | 32′   |
| Principal     | 16′   |
| Subbass       | 16′   |
| Octave        | 8′    |
| Pommer        | 8′    |
| Choralbass    | 4′    |
| Rauschbass IV | 2 ⁄3′ |
| Posaune       | 16′   |
| Zinke         | 8′    |
| Clairon       | 4′    |
|               |       |
| Tremulant     |       |

- Koppeln: II/I, III/I, I/P, II/P

### Chororgel
Zwischen der linken Chorwand und der ersten Säule wurde 2008 eine Orgel im italienischen Stil von Marco Fratti, Modena, mit 13 Registern auf einem Manual gebaut. Das Pedal ist angehängt. Die ungewohnte Tonlänge 12’ für das Prinzipal bedeutet eine Verlängerung nach unten bis zum Kontra-F (FF) in einer 8-Fuss Orgel italienischer Prägung.

### Kryptaorgel
In der Unterkirche baute 1987 Kuhn AG, Männedorf, die neue Orgel mit 10 klingenden Registern auf 2 Manualen und Pedal.

## Turm und Glocken
Die Höhe des an die Fassade angebauten Kirchturms beträgt ungefähr 45 m. In seinem Erdgeschoss befinden sich der rechte Seiteneingang der Kirche, das Treppenhaus zu den Untergeschossen des Pfarrhauses und der Unterkirche. Die Sockelpartie besteht wie bei der Kirche aus bossierten Aare-Granitsteinen aus Wassen und Tessiner Gneis. Darüber erhebt sich der Turm mit einer zur Kirche gleichgestalteten Fassade bis zu einem Gurtgesims. Das Glockengeschoss darüber, mit den dreifach gestaffelten Schallöffnungen in der Art der romanischen Kirchen, schliesst mit Blendbögen an den Giebeln zur viereckigen Turmspitze ab. Die Glocken hängen an verzierten Gusseisenjochen und tragen Ornamente traditioneller Art. Das Geläute lieferte 1908 die Giesserei H. Rüetschi in Aarau. (Schlagtöne: c', es', f', as', c''). Sein Gesamtgewicht beträgt 5'958 kg, wobei die grösste Glocke 2'529 kg wiegt.

## Pfarrhaus
Anschliessend am Turm steht das alte Pfarrhaus, das lange als Wohnhaus für den Pfarrer und seine Vikare diente. Es beherbergt heute Büros und Gemeinderäume. Es ist gleichzeitig mit der Kirche entstanden und wurde ganz mit Backsteinen gebaut, die zweifarbig gebändert die Fassade strukturieren.

## Besonderes
Eine Kirche in der gleichen Art baute der Architekt Heinrich Viktor von Segesser 1886 bis 1896 auch in Schmitten FR.

## Areal
Neben der Dreifaltigkeitskirche steht an der Sulgeneckstrasse 7, die ehemalige Patrizier-Campagne La Prairie (französisch für «Wiese/Weide»), dessen Kern aus dem Jahr 1450 stammt und 1734 erweitert wurde. Dieses Haus mit dem zugehörigen Grund wurde durch verschiedene Ankäufe in den Jahren 1921 bis 1931 durch den Einsatz von Pfarrer Josef Emil Nünlist dem Nachfolger Jakob Stammlers, erworben. In den Parterreräumen bestand bis 1972, vor ihrem Umzug an die Rathausgasse, die katholische Buchhandlung Voirol. Zum erworbenen Besitz gehörte auch das Gesellenhaus, das dort bis zum grossen Umbau dem Katholischen Gesellenverein Bern als Vereinsdomizil diente. In der Prairie verbrachte der pensionierte Pfarrer Emil Nünlist seinen Lebensabend. Als im Rahmen der geplanten Grossüberbauung 1972–1973 auf dem Prairie-Areal auch das Pfarreihaus abgebrochen werden sollte, protestierten junge Leute gegen das Projekt und erreichten damit eine Neuplanung mit dem Erhalt der Prairie und des umgebenden Parks. Es ist heute ein Pfarreihaus mit einem offenen Mittagstisch «für Junge und Alte, Ausgeflippte und Alleinstehende, Frauen und Männer, Kranke und Übermütige», der 1998 und 2012 mit dem Sozialpreis der Stadt Bern ausgezeichnet wurde. In der neuen Randbebauung wurden diverse Pfarreiräumlichkeiten eingerichtet und als wichtigstes Bauwerk ist in der Mitte des Prärieparks der grosse Pfarreisaal, genannt Rotonda, in den Untergrund gebaut.

## Pfarrer an der Dreifaltigkeitskirche
- 1876 bis 1906: Jakob Stammler
- 1906 bis 1944: Josef Emil Nünlist
- 1944 bis 1950: Ernst Simonett (1886–1981)
- 1950 bis 1983: Johann Stalder (1917–1988)
- 1983 bis 1999: Franz Kuhn (* 1932)
- 2001 bis 2016: Gregor Tolusso (* 1965)
- 2016 bis 2023: Christian Schaller (* 1963)